# 高畠依子
高畠 依子（たかばたけ よりこ、1982年 - ）は画家。福岡県生まれ。画風はファッションのテキスタイルを参考に、キャンバス上に花柄や抽象パターンを描くというものである。

## 略歴
1982年　福岡県生まれ
2008年　多摩美術大学美術学部絵画学科油画専攻卒業
2009年　個展「I like it.」ギャルリー東京ユマニテlab（東京）
2011年　三菱商事アート・ゲート・プログラム奨学⽣、第26回ホルベインスカラシップ奨学⽣に選出
2012年　ロイヤル・アカデミー・スクール（ロンドン）交換留学
2013年　東京藝術大学大学院美術研究科絵画専攻修了
2014年　個展「Project N 58 髙畠依子展」東京オペラシティアートギャラリー（東京）
2015年　ジョセフ・アンド・アニ・アルバース・ファンデーション（コネチカット・アメリカ）アーティスト・イン・レジデンス参加、⽯橋財団国際交流奨学⽣に選出
2016年　個展「⽔浴」ShugoArtsウィークエンドギャラリー（東京）